# Honey Pie
Honey Pie è un brano musicale del 1968 di Lennon-McCartney originariamente pubblicato sul cosiddetto Album bianco dei Beatles; si tratta di una composizione totalmente di Paul McCartney ed è citato nella canzone Wild Honey Pie.

## Descrizione

### Composizione e prime registrazioni
Sia McCartney che Lennon apprezzavano molto il genere vaudeville.
Il primo amava particolarmente le linee vocali dei crooner, per cui decise di omaggiare quel tipo di musica con Honey Pie; infatti, Paul ha sottolineato che non si tratta di una parodia, ma semplicemente di un'altra delle sue canzoni fantasy. Altri brani del genere music hall del gruppo sono When I'm Sixty-Four e Martha My Dear.
Un demo del pezzo venne registrato a casa di George Harrison a Esher, in una sessione nella quale vennero registrati i nastri delle canzoni che avrebbero occupato il White Album e non solo. Nell'occasione, vennero incise anche Cry Baby Cry, Child of Nature, The Continuing Story of Bungalow Bill, I'm So Tired, Yer Blues, Everybody's Got Something to Hide Except Me and My Monkey, What's the New Mary Jane, Revolution, While My Guitar Gently Weeps, Circles, Sour Milk Sea, Not Guilty, Piggies, Julia, Blackbird, Rocky Raccoon, Back in the U.S.S.R., Mother Nature's Son, Ob-La-Di, Ob-La-Da, Junk, Dear Prudence e Sexy Sadie. Questa prima registrazione del pezzo differisce da quella dell'album The Beatles per alcune parti del testo e per l'assenza dell'introduzione.

### Registrazione
Le sedute per il pezzo iniziarono il 1º ottobre 1968 ai Trident Studios, situati in Wardour Street a Londra. Dopo alcune prove, registrate ma in seguito eliminate, venne inciso un solo nastro per il brano. In esso, McCartney suonava il pianoforte, Harrison un basso elettrico Fender a sei corde, Lennon la chitarra ritmica e Starr la batteria. L'indomani, Paul incise la propria voce e Lennon la parte di chitarra solista jazz nello stile che richiama Django Reinhardt.
Circa quest'ultima parte, nel 1987 George la giudicò "brillante" e disse che è uno di quegli assolo dove chiudi gli occhi e suoni le note corrette. Il 4 dello stesso mese, venne sovrainciso un accompagnamentio di fiati, arrangiati da George Martin, in stile anni venti; nella stessa occasione, McCartney aggiunse una piccola parte vocale, il terzo verso della prima strofa, che venne mixato in modo tale da sembrare proveniente da un vecchio 78 giri.
Per tutte e tre le sedute di registrazione, così come per le prime due sedute di mixaggio, il produttore fu George Martin e il fonico Barry Sheffield.
Un primo missaggio, monofonico, venne realizzato il 1º ottobre, e venne prelevato da Martin per poter comporre l'arrangiamento dei fiati.
Quattro giorni dopo, ci furono i mix mono e stereo che, il 7, vennero equalizzati con il metodo CCIR. Quest'ultima seduta avvenne agli Abbey Road Studios, nello Studio Due; il produttore era sempre Martin, mentre i fonici Ken Scott e Mike Sheady.

### Pubblicazione
Nell'edizione originale dell'Album bianco Honey Pie è la seconda traccia del lato B del secondo LP, dopo Revolution 1 e subito prima di Savoy Truffle.
Il demo registrato a fine maggio, invece, fu pubblicato in Anthology 3 del 1996.
Paul McCartney non ha mai eseguito il brano dal vivo.

## Formazione
- Paul McCartney: voce, pianoforte
- John Lennon: chitarra solista, chitarra ritmica
- George Harrison: basso elettrico
- Ringo Starr: batteria
- Dennis Walton: sassofono
- Ronald Chamberlain: sassofono
- Jim Chester: sassofono
- Rex Morris: sassofono
- Harry Klein: sassofono
- Raymond Newman: clarinetto
- David Smith: clarinetto[7]

## Cover
- Barbra Streisand (1969)
- The King's Singers (1988)
- Tuck & Patti (1989)
- Phish (2002)